# By My Side
By My Side est une compilation de Ben Harper paru en 2012.

## Titres
| No  | Titre                        | Durée |
| --- | ---------------------------- | ----- |
| 1.  | Forever                      | 3:23  |
| 2.  | By My Side                   | 3:34  |
| 3.  | Gold To Me                   | 5:00  |
| 4.  | Diamonds On The Inside       | 4:27  |
| 5.  | In The Colors                | 2:57  |
| 6.  | Beloved One                  | 4:03  |
| 7.  | Not Fire Not Ice             | 3:39  |
| 8.  | Morning Yearning             | 4:09  |
| 9.  | Feel Love                    | 3:45  |
| 10. | Happy Everafter In Your Eyes | 2:31  |
| 11. | Waiting On An Angel          | 3:53  |
| 12. | Crazy Amazing                | 3:59  |